# Dichiarazione di Augusta
La Dichiarazione di Augusta, o Memorial of Augusta County Committee, May 10, 1776 (in italiano Memoriale del Comitato della Contea di Augusta del 10 maggio 1776), fu una dichiarazione presentata alla Quinta Convenzione della Virginia a Williamsburg, in Virginia, il 10 maggio 1776. La Dichiarazione annunciava la necessità per le Tredici Colonie di formare un'unione permanente e indipendente di stati e un governo nazionale separato dalla Gran Bretagna, con la quale le Colonie erano in conflitto.

## Antefatti
Quando la Quinta Convenzione della Virginia si riunì il 6 maggio 1776, l'indipendenza era una questione di primaria importanza. Diversi delegati avevano già ricevuto istruzioni dalle loro contee per perseguire l'indipendenza, e altri erano arrivati con risoluzioni per l'indipendenza in mano. La Dichiarazione di Augusta fu la prima dichiarazione ufficiale sull'argomento, presentata da Thomas Lewis, a nome del Comitato di sicurezza della Contea di Augusta, Virginia, il 10 maggio. Cinque giorni dopo, il 15 maggio, la Convenzione dichiarò la Virginia completamente indipendente dalla Gran Bretagna e chiese documenti statali (una dichiarazione dei diritti e una costituzione), alleanze estere e una confederazione delle colonie. Queste risoluzioni furono inoltrate al Secondo congresso continentale e presentate nella Risoluzione di Lee, che diede inizio alla stesura, rispettivamente, della Dichiarazione d'indipendenza degli Stati Uniti d'America, del Trattato Modello (politica estera) e degli Articoli della Confederazione (la prima costituzione degli Stati Uniti d'America).
Sebbene la legislazione di diverse contee e colonie americane avesse chiesto o incoraggiato l'indipendenza dalla Gran Bretagna, nessuna lo aveva fatto proponendo allo stesso tempo né un'unione formale delle colonie come stati né un governo nazionale. La Dichiarazione di Augusta chiedeva entrambe le cose, che le colonie avrebbero poi adottato nella creazione degli Stati Uniti d'America con gli Articoli della Confederazione e, in definitiva, la Costituzione degli Stati Uniti. Lo studioso di storia della Virginia Hugh Blair Grigsby afferma che la Dichiarazione di Augusta "merita di essere considerata la Magna Charta dell'Ovest" per il suo precedente nel richiedere questa forma di governo.
Si presume che il documento sia un'opera perduta, di cui rimane solo un riassunto conservato negli appunti del diario ufficiale della Quinta Convenzione della Virginia.

## contenuto
Il 10 maggio 1776, Thomas Lewis presentò la Dichiarazione di Augusta alla Quinta Convenzione della Virginia, a nome del Comitato di Sicurezza della Contea di Augusta, Virginia. I dettagli specifici della dichiarazione sono sconosciuti, poiché attualmente è considerata un'opera perduta. Il riassunto del documento è stato registrato nel diario della Convenzione in questi termini:
Questa fu la prima proposta ufficiale per la creazione di un'unione permanente e indipendente di Stati e di un governo nazionale da parte di una qualsiasi delle Tredici Colonie.